# Svetovni pokal v alpskem smučanju 2018
Svetovni pokal v alpskem smučanju 2018/19 je 52. sezona svetovnega pokala v alpskem smučanju. Začela se je 28. oktobra 2017 v Söldnu v Avstriji, končala pa 18. marca 2019 na finalu sezone v Åreju na Švedskem. Vrhunec sezone so bile Zimske olimpijske igre v Pjongčangu. Veliki kristalni globus za zmago v skupnem seštevku svetovnega pokala sta osvojila Marcel Hirscher med moškimi in Mikaela Shiffrin med ženskami.

## Moški

### Koledar tekem
| Št.sk.                                       | Št.sz. | Datum             | Prizorišče             | Št.     | Zmagovalec                        | Drugi                            | Tretji                           | Vir                             |
| -------------------------------------------- | ------ | ----------------- | ---------------------- | ------- | --------------------------------- | -------------------------------- | -------------------------------- | ------------------------------- |
|                                              |        | 29. oktober 2017  | Sölden                 | VS cnx  | odpovedano zaradi močnega vetra   | odpovedano zaradi močnega vetra  | odpovedano zaradi močnega vetra  | odpovedano zaradi močnega vetra |
| 1673                                         | 1      | 12. november 2017 | Levi                   | SL 470  | Felix Neureuther                  | Henrik Kristoffersen             | Mattias Hargin                   | [ 4 ]                           |
| 1674                                         | 2      | 25. november 2017 | Lake Louise            | SM 471  | Beat Feuz                         | Matthias Mayer                   | Aksel Lund Svindal               | [ 6 ]                           |
| 1675                                         | 3      | 26. november 2017 | Lake Louise            | SVS 199 | Kjetil Jansrud                    | Max Franz                        | Hannes Reichelt                  | [ 7 ]                           |
| 1676                                         | 4      | 1. december 2017  | Beaver Creek           | SVS 200 | Vincent Kriechmayr                | Kjetil Jansrud                   | Hannes Reichelt                  | [ 9 ]                           |
| 1677                                         | 5      | 2. december 2017  | Beaver Creek           | SM 472  | Aksel Lund Svindal                | Beat Feuz                        | Thomas Dreßen                    | [ 10 ]                          |
| 1678                                         | 6      | 3. december 2017  | Beaver Creek           | VS 398  | Marcel Hirscher                   | Henrik Kristoffersen             | Stefan Luitz                     | [ 11 ]                          |
| 1679                                         | 7      | 9. december 2017  | Val d'Isère            | VS 399  | Alexis Pinturault                 | Stefan Luitz                     | Marcel Hirscher                  | [ 13 ]                          |
| 1680                                         | 8      | 10. december 2017 | Val d'Isère            | SL 471  | Marcel Hirscher                   | Henrik Kristoffersen             | André Myhrer                     | [ 14 ]                          |
| 1681                                         | 9      | 15. december 2017 | Val Gardena/Gröden     | SVS 201 | Josef Ferstl                      | Max Franz                        | Matthias Mayer                   | [ 16 ]                          |
| 1682                                         | 10     | 16. december 2017 | Val Gardena/Gröden     | SM 473  | Aksel Lund Svindal                | Kjetil Jansrud                   | Max Franz                        | [ 17 ]                          |
| 1683                                         | 11     | 17. december 2017 | Alta Badia             | VS 400  | Marcel Hirscher                   | Henrik Kristoffersen             | Žan Kranjec                      | [ 19 ]                          |
| 1684                                         | 12     | 18. december 2017 | Alta Badia             | PVS 003 | Matts Olsson                      | Henrik Kristoffersen             | Marcel Hirscher                  | [ 20 ]                          |
| 1685                                         | 13     | 22. december 2017 | Madonna di Campiglio   | SL 472  | Marcel Hirscher                   | Luca Aerni                       | Henrik Kristoffersen             | [ 22 ]                          |
| 1686                                         | 14     | 28. december 2017 | Bormio                 | SM 474  | Dominik Paris                     | Aksel Lund Svindal               | Kjetil Jansrud                   | [ 24 ]                          |
| 1687                                         | 15     | 29. december 2017 | Bormio                 | KB 128  | Alexis Pinturault                 | Peter Fill                       | Kjetil Jansrud                   | [ 25 ]                          |
| 1688                                         | 16     | 1. januar 2018    | Oslo                   | MPT 007 | André Myhrer                      | Michael Matt                     | Linus Straßer                    | [ 26 ]                          |
| 1689                                         | 17     | 4. januar 2018    | Zagreb                 | SL 473  | Marcel Hirscher                   | Michael Matt                     | Henrik Kristoffersen             | [ 28 ]                          |
| 1690                                         | 18     | 6. januar 2018    | Adelboden              | VS 401  | Marcel Hirscher                   | Henrik Kristoffersen             | Alexis Pinturault                | [ 31 ]                          |
| 1691                                         | 19     | 7. januar 2018    | Adelboden              | SL 474  | Marcel Hirscher                   | Michael Matt                     | Henrik Kristoffersen             | [ 32 ]                          |
| 1692                                         | 20     | 12. januar 2018   | Wengen                 | KB 129  | Victor Muffat-Jeandet             | Pavel Trihičev                   | Peter Fill                       | [ 36 ]                          |
| 1693                                         | 21     | 13. januar 2018   | Wengen                 | SM 475  | Beat Feuz                         | Aksel Lund Svindal               | Matthias Mayer                   | [ 37 ]                          |
| 1694                                         | 22     | 14. januar 2018   | Wengen                 | SL 475  | Marcel Hirscher                   | Henrik Kristoffersen             | André Myhrer                     | [ 38 ]                          |
| 1695                                         | 23     | 19. januar 2018   | Kitzbühel              | SVS 202 | Aksel Lund Svindal                | Kjetil Jansrud                   | Matthias Mayer                   | [ 40 ]                          |
| 1696                                         | 24     | 20. januar 2018   | Kitzbühel              | SM 476  | Thomas Dreßen                     | Beat Feuz                        | Hannes Reichelt                  | [ 41 ]                          |
| 1697                                         | 25     | 21. januar 2018   | Kitzbühel              | SL 476  | Henrik Kristoffersen              | Marcel Hirscher                  | Daniel Yule                      | [ 42 ]                          |
| 1698                                         | 26     | 23. januar 2018   | Schladming             | SL 477  | Marcel Hirscher                   | Henrik Kristoffersen             | Daniel Yule                      | [ 44 ]                          |
| 1699                                         | 27     | 27. januar 2018   | Garmisch-Partenkirchen | SM 477  | Beat Feuz                         | Vincent Kriechmayr Dominik Paris |                                  | [ 46 ]                          |
| 1700                                         | 28     | 28. januar 2018   | Garmisch-Partenkirchen | VS 402  | Marcel Hirscher                   | Manuel Feller                    | Ted Ligety                       | [ 47 ]                          |
| 1701                                         | 29     | 30. januar 2018   | Stockholm              | MPT 008 | Ramon Zenhäusern                  | André Myhrer                     | Linus Straßer                    | [ 49 ]                          |
| Zimske olimpijske igre 2018 (9.–25. februar) |        |                   |                        |         |                                   |                                  |                                  |                                 |
| 1702                                         | 30     | 3. marec 2018     | Kranjska Gora          | VS 403  | Marcel Hirscher                   | Henrik Kristoffersen             | Alexis Pinturault                | [ 51 ]                          |
| 1703                                         | 31     | 4. marec 2018     | Kranjska Gora          | SL 478  | Marcel Hirscher                   | Henrik Kristoffersen             | Ramon Zenhäusern                 | [ 52 ]                          |
| 1704                                         | 32     | 10. marec 2018    | Kvitfjell              | SM 478  | Thomas Dreßen                     | Beat Feuz                        | Aksel Lund Svindal               | [ 54 ]                          |
| 1705                                         | 33     | 11. marec 2018    | Kvitfjell              | SVS 203 | Kjetil Jansrud                    | Beat Feuz                        | Brice Roger                      | [ 55 ]                          |
| 1706                                         | 34     | 14. marec 2018    | Åre                    | SM 479  | Vincent Kriechmayr Matthias Mayer |                                  | Beat Feuz                        | [ 57 ]                          |
| 1707                                         | 35     | 15. marec 2018    | Åre                    | SVS 204 | Vincent Kriechmayr                | Christof Innerhofer              | Thomas Dreßen Aksel Lund Svindal | [ 58 ]                          |
| 1708                                         | 36     | 17. marec 2018    | Åre                    | VS 404  | Marcel Hirscher                   | Henrik Kristoffersen             | Victor Muffat-Jeandet            | [ 59 ]                          |
|                                              |        | 18. marec 2018    | Åre                    | SL cnx  | odpovedano zaradi močnega vetra   | odpovedano zaradi močnega vetra  | odpovedano zaradi močnega vetra  | odpovedano zaradi močnega vetra |

### Razvrstitve
| Uvr. | po 36 tekmah         | Točke |
| ---- | -------------------- | ----- |
| 1    | Marcel Hirscher      | 1620  |
| 2    | Henrik Kristoffersen | 1285  |
| 3    | Aksel Lund Svindal   | 886   |
| 4    | Kjetil Jansrud       | 884   |
| 5    | Beat Feuz            | 856   |

| Uvr. | po 9 tekmah        | Točke |
| ---- | ------------------ | ----- |
| 1    | Beat Feuz          | 682   |
| 2    | Aksel Lund Svindal | 612   |
| 3    | Thomas Dreßen      | 446   |
| 4    | Dominik Paris      | 386   |
| 5    | Vincent Kriechmayr | 384   |

| Uvr. | po 6 tekmah        | Točke |
| ---- | ------------------ | ----- |
| 1    | Kjetil Jansrud     | 400   |
| 2    | Vincent Kriechmayr | 320   |
| 3    | Aksel Lund Svindal | 274   |
| 4    | Hannes Reichelt    | 267   |
| 5    | Max Franz          | 226   |

| Uvr. | po 8 tekmah          | Točke |
| ---- | -------------------- | ----- |
| 1    | Marcel Hirscher      | 720   |
| 2    | Henrik Kristoffersen | 575   |
| 3    | Alexis Pinturault    | 329   |
| 4    | Manuel Feller        | 309   |
| 5    | Matts Olsson         | 299   |

| Uvr. | po 11 tekmah         | Točke |
| ---- | -------------------- | ----- |
| 1    | Marcel Hirscher      | 874   |
| 2    | Henrik Kristoffersen | 710   |
| 3    | André Myhrer         | 460   |
| 4    | Michael Matt         | 388   |
| 5    | Daniel Yule          | 370   |

| Uvr. | po 2 tekmah           | Točke |
| ---- | --------------------- | ----- |
| 1    | Peter Fill            | 140   |
| 2    | Kjetil Jansrud        | 110   |
| 3    | Victor Muffat-Jeandet | 105   |
| 4    | Alexis Pinturault     | 100   |
| 5    | Mauro Caviezel        | 90    |

## Ženske

### Koledar tekem
| Št.sk.                                       | Št.sz.      | Datum                                                           | Prizorišče                                                             | Št.                                                                    | Zmagovalka                                                             | Druga                                                                  | Tretja                                                                 | Vir                                                                    |
| -------------------------------------------- | ----------- | --------------------------------------------------------------- | ---------------------------------------------------------------------- | ---------------------------------------------------------------------- | ---------------------------------------------------------------------- | ---------------------------------------------------------------------- | ---------------------------------------------------------------------- | ---------------------------------------------------------------------- |
| 1564                                         | 1           | 28. oktober 2017                                                | Sölden                                                                 | VS 397                                                                 | Viktoria Rebensburg                                                    | Tessa Worley                                                           | Manuela Mölgg                                                          | [ 60 ]                                                                 |
| 1565                                         | 2           | 11. november 2017                                               | Levi                                                                   | SL 446                                                                 | Petra Vlhová                                                           | Mikaela Shiffrin                                                       | Wendy Holdener                                                         | [ 61 ]                                                                 |
| 1566                                         | 3           | 25. november 2017                                               | Killington                                                             | VS 398                                                                 | Viktoria Rebensburg                                                    | Mikaela Shiffrin                                                       | Manuela Mölgg                                                          | [ 64 ]                                                                 |
| 1567                                         | 4           | 26. november 2017                                               | Killington                                                             | SL 447                                                                 | Mikaela Shiffrin                                                       | Petra Vlhová                                                           | Bernadette Schild                                                      | [ 65 ]                                                                 |
| 1568                                         | 5           | 1. december 2017                                                | Lake Louise                                                            | SM 394                                                                 | Cornelia Hütter                                                        | Tina Weirather                                                         | Mikaela Shiffrin                                                       | [ 66 ]                                                                 |
| 1569                                         | 6           | 2. december 2017                                                | Lake Louise                                                            | SM 395                                                                 | Mikaela Shiffrin                                                       | Viktoria Rebensburg                                                    | Michelle Gisin                                                         | [ 67 ]                                                                 |
| 1570                                         | 7           | 3. december 2017                                                | Lake Louise                                                            | SVS 219                                                                | Tina Weirather                                                         | Lara Gut                                                               | Nicole Schmidhofer                                                     | [ 68 ]                                                                 |
|                                              |             | 8. december 2017                                                | St. Moritz                                                             | KB cnx                                                                 | odpovedano zaradi megle; nadomeščeno s superveleslalomom v St. Moritzu | odpovedano zaradi megle; nadomeščeno s superveleslalomom v St. Moritzu | odpovedano zaradi megle; nadomeščeno s superveleslalomom v St. Moritzu | odpovedano zaradi megle; nadomeščeno s superveleslalomom v St. Moritzu |
| 1571                                         | 8           | 9. december 2017                                                | St. Moritz                                                             | SVS 220                                                                | Jasmine Flury                                                          | Michelle Gisin                                                         | Tina Weirather                                                         | [ 71 ]                                                                 |
|                                              |             | 10. december 2017                                               | St. Moritz                                                             | SVS cnx                                                                | odpovedano zaradi slabe vidljivosti; prestavljeno v Val d'Isère        | odpovedano zaradi slabe vidljivosti; prestavljeno v Val d'Isère        | odpovedano zaradi slabe vidljivosti; prestavljeno v Val d'Isère        | odpovedano zaradi slabe vidljivosti; prestavljeno v Val d'Isère        |
| 10. december 2017                            | KB cnx      | odpovedano zaradi slabe vidljivosti; prestavljeno v Lenzerheide | odpovedano zaradi slabe vidljivosti; prestavljeno v Lenzerheide        | odpovedano zaradi slabe vidljivosti; prestavljeno v Lenzerheide        | odpovedano zaradi slabe vidljivosti; prestavljeno v Lenzerheide        |                                                                        |                                                                        |                                                                        |
| 16. december 2017                            | Val d'Isère | SM cnx                                                          | odpovedano zaradi odpadlih treningov; prestavljeno v Cortino d'Ampezzo | odpovedano zaradi odpadlih treningov; prestavljeno v Cortino d'Ampezzo | odpovedano zaradi odpadlih treningov; prestavljeno v Cortino d'Ampezzo | odpovedano zaradi odpadlih treningov; prestavljeno v Cortino d'Ampezzo |                                                                        |                                                                        |
| 1572                                         | Val d'Isère | 9                                                               | 16. december 2017                                                      | SVS 221                                                                | Lindsey Vonn                                                           | Sofia Goggia                                                           | Ragnhild Mowinckel                                                     | [ 73 ]                                                                 |
| 1573                                         | Val d'Isère | 10                                                              | 17. december 2017                                                      | SVS 222                                                                | Anna Veith                                                             | Tina Weirather                                                         | Sofia Goggia                                                           | [ 74 ]                                                                 |
| 1574                                         | 11          | 19. december 2017                                               | Courchevel                                                             | VS 399                                                                 | Mikaela Shiffrin                                                       | Tessa Worley                                                           | Manuela Mölgg                                                          | [ 76 ]                                                                 |
| 1575                                         | 12          | 20. december 2017                                               | Courchevel                                                             | PS 004                                                                 | Mikaela Shiffrin                                                       | Petra Vlhová                                                           | Irene Curtoni                                                          | [ 77 ]                                                                 |
| 1576                                         | 13          | 28. december 2017                                               | Lienz                                                                  | SL 448                                                                 | Mikaela Shiffrin                                                       | Wendy Holdener                                                         | Frida Hansdotter                                                       | [ 79 ]                                                                 |
| 1577                                         | 14          | 29. december 2017                                               | Lienz                                                                  | VS 400                                                                 | Federica Brignone                                                      | Viktoria Rebensburg                                                    | Mikaela Shiffrin                                                       | [ 80 ]                                                                 |
| 1578                                         | 15          | 1. januar 2018                                                  | Oslo                                                                   | MPT 007                                                                | Mikaela Shiffrin                                                       | Wendy Holdener                                                         | Mélanie Meillard                                                       | [ 81 ]                                                                 |
| 1579                                         | 16          | 3. januar 2018                                                  | Zagreb                                                                 | SL 449                                                                 | Mikaela Shiffrin                                                       | Wendy Holdener                                                         | Frida Hansdotter                                                       | [ 83 ]                                                                 |
|                                              |             | 6. januar 2018                                                  | Maribor                                                                | VS cnx                                                                 | odpovedano zaradi odjuge; prestavljeno v Kranjsko Goro                 | odpovedano zaradi odjuge; prestavljeno v Kranjsko Goro                 | odpovedano zaradi odjuge; prestavljeno v Kranjsko Goro                 | odpovedano zaradi odjuge; prestavljeno v Kranjsko Goro                 |
| 7. januar 2018                               | SL cnx      | odpovedano zaradi odjuge; prestavljeno v Kranjsko Goro          | odpovedano zaradi odjuge; prestavljeno v Kranjsko Goro                 | odpovedano zaradi odjuge; prestavljeno v Kranjsko Goro                 | odpovedano zaradi odjuge; prestavljeno v Kranjsko Goro                 |                                                                        |                                                                        |                                                                        |
| 1580                                         | 17          | 6. januar 2018                                                  | Kranjska Gora                                                          | VS 401                                                                 | Mikaela Shiffrin                                                       | Tessa Worley                                                           | Sofia Goggia                                                           | [ 86 ]                                                                 |
| 1581                                         | 18          | 7. januar 2018                                                  | Kranjska Gora                                                          | SL 450                                                                 | Mikaela Shiffrin                                                       | Frida Hansdotter                                                       | Wendy Holdener                                                         | [ 87 ]                                                                 |
| 1582                                         | 19          | 9. januar 2018                                                  | Flachau                                                                | SL 451                                                                 | Mikaela Shiffrin                                                       | Bernadette Schild                                                      | Frida Hansdotter                                                       | [ 89 ]                                                                 |
| 1583                                         | 20          | 13. januar 2018                                                 | Bad Kleinkirchheim                                                     | SVS 223                                                                | Federica Brignone                                                      | Lara Gut                                                               | Cornelia Hütter                                                        | [ 91 ]                                                                 |
| 1584                                         | 21          | 14. januar 2018                                                 | Bad Kleinkirchheim                                                     | SM 396                                                                 | Sofia Goggia                                                           | Federica Brignone                                                      | Nadia Fanchini                                                         | [ 92 ]                                                                 |
| 1585                                         | 22          | 19. januar 2018                                                 | Cortina d'Ampezzo                                                      | SM 397                                                                 | Sofia Goggia                                                           | Lindsey Vonn                                                           | Mikaela Shiffrin                                                       | [ 94 ]                                                                 |
| 1586                                         | 23          | 20. januar 2018                                                 | Cortina d'Ampezzo                                                      | SM 398                                                                 | Lindsey Vonn                                                           | Tina Weirather                                                         | Jacqueline Wiles                                                       | [ 95 ]                                                                 |
| 1587                                         | 24          | 21. januar 2018                                                 | Cortina d'Ampezzo                                                      | SVS 224                                                                | Lara Gut                                                               | Johanna Schnarf                                                        | Nicole Schmidhofer                                                     | [ 96 ]                                                                 |
| 1588                                         | 25          | 23. januar 2018                                                 | Kronplatz                                                              | VS 402                                                                 | Viktoria Rebensburg                                                    | Ragnhild Mowinckel                                                     | Federica Brignone                                                      | [ 98 ]                                                                 |
| 1589                                         | 26          | 26. januar 2018                                                 | Lenzerheide                                                            | KB 102                                                                 | Wendy Holdener                                                         | Marta Bassino                                                          | Ana Bucik                                                              | [ 100 ]                                                                |
| 1590                                         | 27          | 27. januar 2018                                                 | Lenzerheide                                                            | VS 403                                                                 | Tessa Worley                                                           | Viktoria Rebensburg                                                    | Meta Hrovat                                                            | [ 101 ]                                                                |
| 1591                                         | 28          | 28. januar 2018                                                 | Lenzerheide                                                            | SL 452                                                                 | Petra Vlhová                                                           | Frida Hansdotter                                                       | Wendy Holdener                                                         | [ 102 ]                                                                |
| 1592                                         | 29          | 30. januar 2018                                                 | Stockholm                                                              | MPT 008                                                                | Nina Haver-Løseth                                                      | Wendy Holdener                                                         | Petra Vlhová                                                           | [ 103 ]                                                                |
| 1593                                         | 30          | 3. februar 2018                                                 | Garmisch-Partenkirchen                                                 | SM 399                                                                 | Lindsey Vonn                                                           | Sofia Goggia                                                           | Cornelia Hütter                                                        | [ 104 ]                                                                |
| 1594                                         | 31          | 4. februar 2018                                                 | Garmisch-Partenkirchen                                                 | SM 400                                                                 | Lindsey Vonn                                                           | Sofia Goggia                                                           | Tina Weirather                                                         | [ 105 ]                                                                |
| Zimske olimpijske igre 2018 (9.–25. februar) |             |                                                                 |                                                                        |                                                                        |                                                                        |                                                                        |                                                                        |                                                                        |
| 1595                                         | 32          | 3. marec 2018                                                   | Crans-Montana                                                          | SVS 225                                                                | Tina Weirather                                                         | Anna Veith                                                             | Wendy Holdener                                                         | [ 107 ]                                                                |
| 1596                                         | 33          | 4. marec 2018                                                   | Crans-Montana                                                          | KB 103                                                                 | Federica Brignone                                                      | Michelle Gisin                                                         | Petra Vlhová                                                           | [ 108 ]                                                                |
| 1597                                         | 34          | 9. marec 2018                                                   | Ofterschwang                                                           | VS 404                                                                 | Ragnhild Mowinckel                                                     | Viktoria Rebensburg                                                    | Mikaela Shiffrin                                                       | [ 110 ]                                                                |
| 1598                                         | 35          | 10. marec 2018                                                  | Ofterschwang                                                           | SL 453                                                                 | Mikaela Shiffrin                                                       | Wendy Holdener                                                         | Frida Hansdotter                                                       | [ 111 ]                                                                |
| 1599                                         | 36          | 14. marec 2018                                                  | Åre                                                                    | SM 401                                                                 | Lindsey Vonn                                                           | Sofia Goggia                                                           | Alice McKennis                                                         | [ 112 ]                                                                |
| 1600                                         | 37          | 15. marec 2018                                                  | Åre                                                                    | SVS 226                                                                | Sofia Goggia                                                           | Viktoria Rebensburg                                                    | Lindsey Vonn                                                           | [ 113 ]                                                                |
| 1601                                         | 38          | 17. marec 2018                                                  | Åre                                                                    | SL 454                                                                 | Mikaela Shiffrin                                                       | Wendy Holdener                                                         | Frida Hansdotter                                                       | [ 114 ]                                                                |
|                                              |             | 18. marec 2018                                                  | Åre                                                                    | VS cnx                                                                 | odpovedano zaradi močnega vetra                                        | odpovedano zaradi močnega vetra                                        | odpovedano zaradi močnega vetra                                        | odpovedano zaradi močnega vetra                                        |

### Razvrstitve
| Uvr. | po 38 tekmah        | Točke |
| ---- | ------------------- | ----- |
| 1    | Mikaela Shiffrin    | 1773  |
| 2    | Wendy Holdener      | 1168  |
| 3    | Viktoria Rebensburg | 977   |
| 4    | Sofia Goggia        | 958   |
| 5    | Petra Vlhová        | 888   |

| Uvr. | po 8 tekmah      | Točke |
| ---- | ---------------- | ----- |
| 1    | Sofia Goggia     | 509   |
| 2    | Lindsey Vonn     | 506   |
| 3    | Tina Weirather   | 394   |
| 4    | Cornelia Hütter  | 272   |
| 5    | Mikaela Shiffrin | 256   |

| Uvr. | po 8 tekmah    | Točke |
| ---- | -------------- | ----- |
| 1    | Tina Weirather | 461   |
| 2    | Lara Gut       | 375   |
| 3    | Anna Veith     | 339   |
| 4    | Michelle Gisin | 313   |
| 5    | Sofia Goggia   | 311   |

| Uvr. | po 8 tekmah         | Točke |
| ---- | ------------------- | ----- |
| 1    | Viktoria Rebensburg | 582   |
| 2    | Tessa Worley        | 490   |
| 3    | Mikaela Shiffrin    | 481   |
| 4    | Ragnhild Mowinckel  | 371   |
| 5    | Federica Brignone   | 274   |

| Uvr. | po 12 tekmah      | Točke |
| ---- | ----------------- | ----- |
| 1    | Mikaela Shiffrin  | 980   |
| 2    | Wendy Holdener    | 705   |
| 3    | Frida Hansdotter  | 681   |
| 4    | Petra Vlhová      | 679   |
| 5    | Bernadette Schild | 463   |

| Uvr. | po 2 tekmah       | Točke |
| ---- | ----------------- | ----- |
| 1    | Wendy Holdener    | 150   |
| 2    | Michelle Gisin    | 109   |
| 3    | Federica Brignone | 100   |
| 4    | Marta Bassino     | 88    |
| 5    | Ana Bucik         | 66    |

## Mešane ekipne tekme
| Št.sk. | Št.sz. | Datum          | Prizorišče | Št.     | Zmagovalci                                                                                          | Drugi                                                                     | Tretji                                                                                | Vir     |
| ------ | ------ | -------------- | ---------- | ------- | --------------------------------------------------------------------------------------------------- | ------------------------------------------------------------------------- | ------------------------------------------------------------------------------------- | ------- |
| 13     | 1      | 16. marec 2018 | Åre        | PVS 010 | ŠvedskaFrida Hansdotter Anna Swenn-Larsson Emelie Wikström Mattias Hargin André Myhrer Matts Olsson | FrancijaRomane Miradoli · Tessa Worley · Julien Lizeroux · Clément Noël · | NemčijaLena Dürr · Marina Wallner · Fritz Dopfer · Alexander Schmid · Linus Straßer · | [ 117 ] |

## Pokal narodov
| Uvr. | po 75 tekmah | Točke |
| ---- | ------------ | ----- |
| 1    | Avstrija     | 10725 |
| 2    | Švica        | 8441  |
| 3    | Italija      | 6682  |
| 4    | Norveška     | 6324  |
| 5    | Francija     | 4590  |

| Uvr. | po 37 tekmah | Točke |
| ---- | ------------ | ----- |
| 1    | Avstrija     | 5839  |
| 2    | Norveška     | 4596  |
| 3    | Švica        | 3689  |
| 4    | Francija     | 3028  |
| 5    | Italija      | 2700  |

| Uvr. | po 39 tekmah | Točke |
| ---- | ------------ | ----- |
| 1    | Avstrija     | 4886  |
| 2    | Švica        | 4752  |
| 3    | Italija      | 3982  |
| 4    | ZDA          | 3402  |
| 5    | Nemčija      | 1900  |